# Ruisseau de Cornebouche
Le ruisseau de Cornebouche est un ruisseau qui coule dans le département du Doubs. C'est un affluent de la Loue en rive droite, donc un sous-affluent du Rhône par le Doubs et la Saône.

## Géographie
Le ruisseau de Cornebouche prend sa source sur la commune de Durnes au fond d’une vallée profonde creusée dans le plateau d'Ornans à 574m d’altitude au lieu-dit "le Trou de Lavau" et s’écoule en direction du sud-ouest en sautant de nombreuses barres rocheuses. Deux kilomètres en aval de la source, il est rejoint par le ruisseau du Chanet en rive gauche. Arrivé dans la vallée de la Loue, il va se jeter dans la Loue juste en amont de l’Isle au Prêtre.

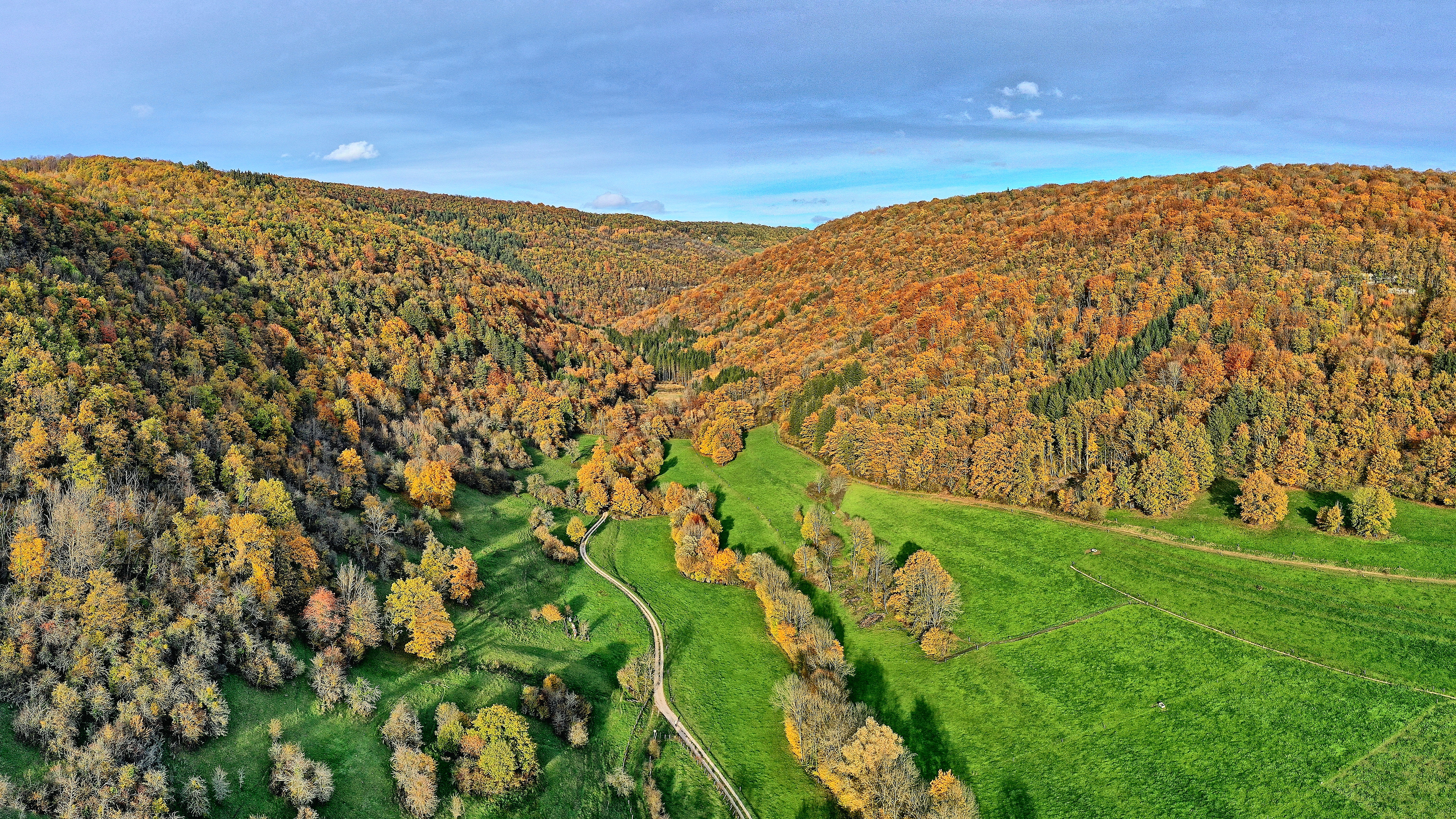
La vallée du ruisseau de Cornebouche.

## Affluents

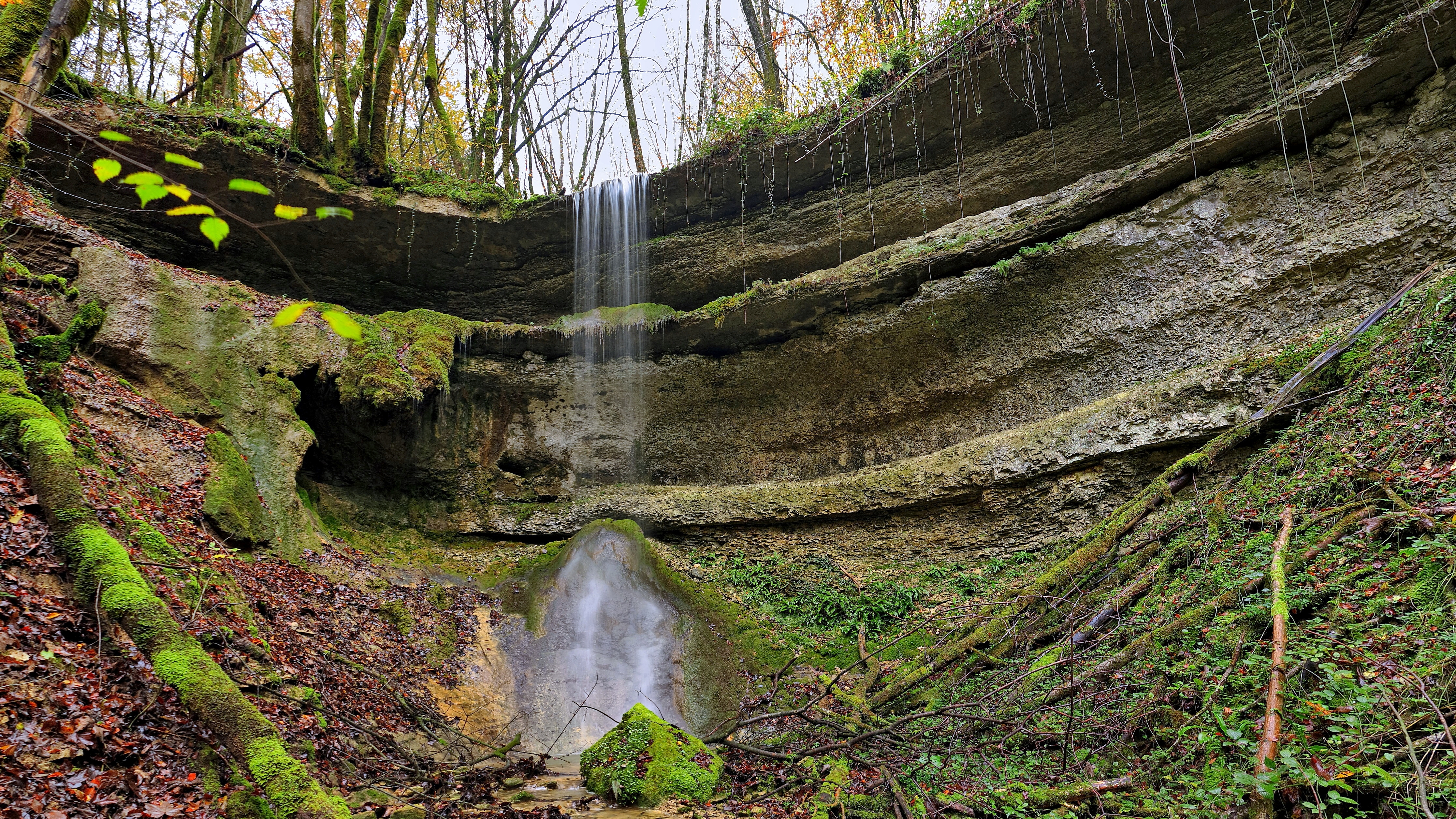
Cascade sur le ruisseau des Verdoles.

Le ruisseau de Cornebouche a un affluent référencé dans la base SANDRE :
- le ruisseau de Chanet[2].

et plusieurs autres plus petits comme le ruisseau des Verdoles.

Son rang de Strahler est donc de deux.

## Communes traversées
Le ruisseau de Cornebouche traverse quatre communes situées dans le département du Doubs : Durnes, Saules, Montgesoye et Ornans.

## Tourisme
Le ruisseau de Cornebouche a été déclaré zone à protéger dans le cadre des ZNIEFF.

## Hydrologie
Le ruisseau de Cornebouche présente des fluctuations saisonnières de débit assez marquées. 